# Rhizorhagium formosum
Rhizorhagium formosum är en nässeldjursart som först beskrevs av Fewkes 1889.  Rhizorhagium formosum ingår i släktet Rhizorhagium och familjen Bougainvilliidae. Inga underarter finns listade i Catalogue of Life.